# Shawn Reaves
Shawn Reaves (Monroe, 5 de Fevereiro de 1978) é um actor norte-americano. Ficou conhecido por interpretar Harrison Davies, irmão da personagem principal Tru Davies (protagonizada por Eliza Dushku) na série televisiva emitida na Fox, Tru Calling.